# Fawns
Fawns var en civil parish 1866–1955 när det uppgick i Kirkwhelpington, i grevskapet Northumberland i England. Civil parish var belägen 17 km från Bellingham och hade 4 invånare år 1951.